# World Nomads

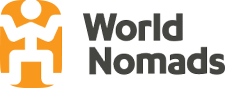
Logomarca da World Nomads

A World Nomads é uma empresa de seguro viagem com sede em Sydney, na Austrália e subsidiária da nib Health Funds. A empresa faz parte do nib Travel (anteriormente chamada de World Nomads Group), um holding formado por 4 outras empresas: TID Travel Insurance Direct, Sure Save World Assistance, NIB e a organização sem fins lucrativos Footprints Network. As empresas atuam na área de seguro saúde, seguro viagem e empreendedorismo social, com maior presença na Nova Zelândia, Estados Unidos, Canadá e o Reino Unido e tem cobertura para viajantes de mais de 140 países .  

## História
Em 1989, Simon Monk decidiu deixar o emprego e viajar pelo mundo. Em 1997, após anos visitando vários países, Monk começou um blog pessoal para fazer relatos sobre suas viagens, no domínio worldnomads.com. Seu objetivo era compartilhar com outros viajantes suas experiências, e se manter conectado com quem ele conhecia durante o percurso, já que naquela época, as mídias sociais ainda não existiam.  Em 2000, Wayne Tregaskis, e Michael McAuliffe, respectivamente executivos da área de seguros e viagens, procuraram Monk com a intenção de fundar uma empresa na área e seguro viagem e em 2002, a empresa foi estabelecida. 
Foi durante uma de suas primeiras viagens pelo mundo que Monk percebeu que havia uma lacuna no mercado de seguro viagem. Uma vez que o viajante tivesse saído do seu país de residência, nenhuma seguradora oferecia a possibilidade de adquirir uma apólice. Monk percebeu que aquilo era um problema quando resolveu estender uma de suas viagens e se deu conta que não havia a possibilidade de estender o seguro viagem que já possuía e nem adquirir uma nova apólice.  O ano era 1989 e ele estava na China, que naquele momento vivia em meio aos Protestos na Praça da Paz Celestial.
Foi a partir dessa lacuna que o trio decidiu oferecer um seguro, em que o viajante pudesse adquirir uma apólice mesmo que já estivesse iniciado a viagem, algo que nenhuma empresa de seguros permitia na época.  A empresa foi fundada com o objetivo de atender a três principais preocupações dos viajantes: liberdade, segurança e conexão.
Ao longo dos anos, além de aprimorar o seguro viagem com o oferecimento de cobertura para esportes de aventura, a empresa passou a produzir conteúdo relacionado a viagem, como guias, artigos, dicas de segurança, aplicativo, fóruns e podcasts.
A empresa também promove anualmente concursos de bolsas de estudo na área de cinema, fotografia e literatura de viagem. Os ganhadores concorrem a bolsas que incluem uma viagem para um destino pré-selecionado e workshops e mentoria de algum profissional da área.

## Seguro Viagem
A World Nomads é mais conhecida entre viajantes que praticam esportes de aventura, já que o seguro viagem tem cobertura para aproximadamente 180 esportes e atividades desse tipo. A empresa comercializa dois tipos de planos de seguro viagem, chamados de Standard e Explorer. Como a empresa possui diferentes parcerias ao redor do mundo com diferentes seguradoras (comumente chamados de underwriters), a cobertura dos planos oferecidos varia de país para país. Até o ano de 2016, a empresa tinha como seguradora parceira no Brasil a inglesa Bupa Global. Com as mudanças na legislação brasileira aprovadas pelo Conselho Nacional de Seguros Privados (CNSP), a empresa teve que encerrar a parceria com a Bupa Global no Brasil e iniciar uma parceria com a Zurich Seguros. 

## Projeto Footprints Network

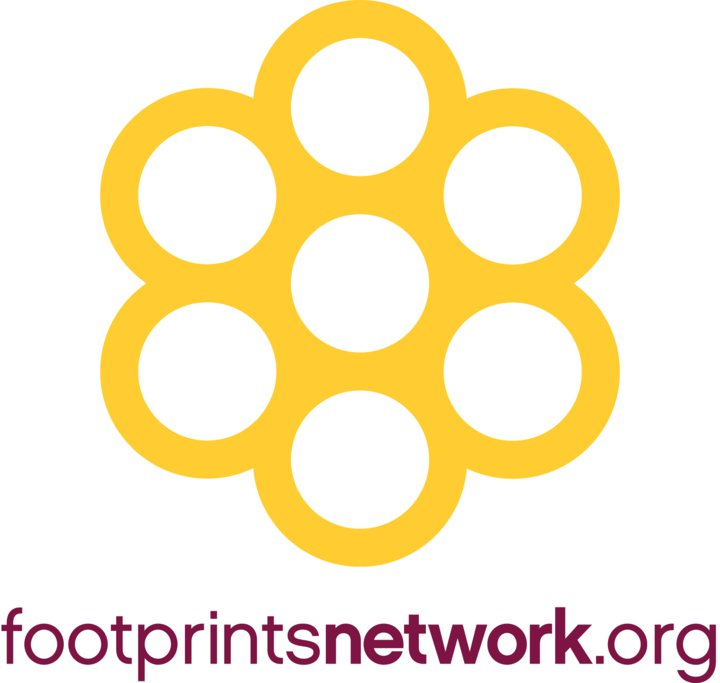
The Footprints Network Logo

Em 2006 a World Nomads fundou a Footprints Network, uma organização filantrópica com sede na Austrália. A ideia de criar o projeto surgiu após o Tsunami que ocorreu na Ásia, em 2004. O objetivo da organização é permitir que viajantes possam fazer contribuições a projetos de desenvolvimento sustentáveis em comunidades ao redor do mundo. Os projetos financiados pela instituição se alinham aos Objetivos de Desenvolvimento Sustentável declarados pelas Nações Unidas. Através do Footprints Network, viajantes que adquirem o seguro viagem World Nomads podem fazer micro-doações destinadas a projetos que ajudam a diminuir a pobreza, proteger o planeta e tornar o mundo mais sustentável, como estabelecido nas metas da ONU. As operações da organização são auditadas pro-bono pela PWC.

## Presença no Mundo
O seguro viagem da World Nomads tem cobertura para viajantes de mais de 130 países e além da Austrália, possui escritórios no Brasil, Irlanda e Estados Unidos.

## Presença no Brasil
Em janeiro de 2017, a World Nomads iniciou uma parceria com a seguradora Zurich Seguros e passou a oferecer seguro viagem em parceria com a empresa no Brasil.

## Aquisição pela nib
Em 31 de julho de 2015, a Nib Holdings completou a aquisição do World Nomads Group, então a terceira maior empresa de seguro viagem da Austrália, por 106 milhões de dólares australianos.

## Mudança de nome
Em abril de 2019, o World Nomads Group, empresa holding a qual pertence a World Nomads, passa a se chamar nib Travel.

## Parceiros
A empresa possui diversos parceiros de negócios no mundo todo, entre eles estão: Lonely Planet, Eurail, TourRadar, Nomadic Matt, Intrepid e International Volunteer HQ.

## Empresas do Grupo
1. World Nomads: atua no segmento de Seguro Viagem e produção de conteúdo de viagem.
2. TID Travel Insurance Direct: atua no segmento de Seguro Viagem.
3. Sure Save: atua no segmento de Seguro Viagem focado no mercado australiano.
4. NIB: atua no segmento de seguro saúde, seguro de vida, seguro salário e planos funerários.
5. Footprints Network: atua em filantropia, financiando projetos em comunidades em vários lugares do mundo[16]Referências

1. ↑  «Global Travel Media » Blog Archive » nib acquires QBE's travel insurance business as part of World Nomads Group expansion» (em inglês). Consultado em 1 de agosto de 2019
2. 1 2  «Zurich fecha parceria com World Nomads para a comercialização de seguro viagem para os que gostam de aventura-». CQCS. 3 de janeiro de 2017. Consultado em 1 de agosto de 2019
3. ↑  «Solo Traveler - solo travel tips, safety advice, stories and destinations». Solo Traveler (em inglês). Consultado em 1 de agosto de 2019
4. ↑  «Designed for travelers by travelers - The team behind World Nomads». www.worldnomads.com. Consultado em 1 de agosto de 2019
5. ↑  «World Nomads 2019 Review: My Thoughts After Using Them for 10 Years!». Nomadic Matt's Travel Site (em inglês). 11 de setembro de 2018. Consultado em 1 de agosto de 2019
6. ↑  Glusac, Elaine (10 de novembro de 2017). «The Travel Podcast Comes Into Its Own». The New York Times (em inglês). ISSN 0362-4331
7. ↑  «Travel Scholarships → Money can't buy learning opportunities with World Nomads». www.worldnomads.com. Consultado em 2 de agosto de 2019
8. ↑  «World Nomads: Bolsa para cineastas amadores oferece viagem à África». Estudar Fora. 1 de julho de 2019. Consultado em 1 de agosto de 2019
9. ↑  «Bolsa para viajar para a Malásia e fazer um vídeo sobre a experiência». Partiu Intercâmbio. Consultado em 1 de agosto de 2019
10. ↑  «Concurso dá viagem para Portugal para escrever sobre a experiência». Partiu Intercâmbio. Consultado em 1 de agosto de 2019
11. ↑  «Como concorrer a viagem e curso com tudo pago na Austrália». EXAME. Consultado em 1 de agosto de 2019
12. ↑  «Seguro viagem passa a ter mais coberturas — SUSEP». www.susep.gov.br. Consultado em 2 de agosto de 2019
13. ↑  «Change the world through micro-donations - World Nomads Positive Footprints Program». www.worldnomads.com. Consultado em 1 de agosto de 2019
14. ↑  stefan (23 de julho de 2015). «nib purchases World Nomads». International Travel & Health Insurance Journal (em inglês). Consultado em 1 de agosto de 2019. Arquivado do original em 1 de agosto de 2019
15. ↑  «World Nomads Group rebrands to nib Travel to support growth plans». www.nib.com.au (em inglês). Consultado em 2 de agosto de 2019
16. ↑  «nib Travel - Welcome to nib Travel». www.nibtravel.com. Consultado em 1 de agosto de 2019